# Rua (canção)
Rua  é uma canção da cantora brasileira de axé music Gilmelândia, anteriormanete conhecida apenas como Gil. A canção foi lançada em 10 de outubro de 2009 como segundo single do extended play Dominado para ser trabalhada durante o Carnaval de 2010.

## Apresentações
A canção foi apresentada pela primeira vez na televisão durante o programa Manhã Maior, de Daniela Albuquerque, passando também a ser apresentado no Superpop de Luciana Gimenez e Bom D+, da RedeTV! ES. A primeira apresentação para o grande público em um show ocorreu em 15 de outubro de 2009.

## Recepção da crítica
O site Clique Music, da UOL, declarou que a canção é típicamente do gênero "pra pular" e diz que Gilmelândia parece a vontade em canta-las. O Portal Vilas declarou que a canção é puro axé music e destacou o amadurecimento de Gilmelândia, acrescendo que a canção era uma grande aposta para o verão 2010 e prometia grudar a cabeça das pessoas.

## Desempenho nas tabelas
| Paradas (2008)          | Posição |
| ----------------------- | ------- |
| Brasil — Hot 100 Brasil | 64      |